# Turistická značená trasa 8612
 Turistická značená trasa č. 8612 měří 7,7 km; spojuje obci Ľubochňu a obci Švošov přes vrchol Ostré v severní části pohoří Velké Fatry na Slovensku.

## Průběh trasy
Od vlakové zastávky v obci Ľubochňi vede zástavbou, následně prudce stoupá na vrchol Havran, po hřebenu pokračuje k rozcestí Sedlo pod Otrým (krátká odbočka na vrchol Ostré ). Poté sklesá do obce Švošova.
| Km  | Místo            | Navazující a křižující trasy           | Souřadnice                      | Nadm. výška |
| --- | ---------------- | -------------------------------------- | ------------------------------- | ----------- |
| 0,0 | Ľubochňa - vlak  | 0870 (Velkofatranská magistrála), 2704 | 49°7′38″ s. š., 19°10′18″ v. d. | 442 m n. m. |
| 3,0 | Havran           |                                        | 49°7′47″ s. š., 19°11′11″ v. d. | 882 m n. m. |
| 4,8 | Sedlo pod Ostrým | 8612V, 5570                            | 49°8′20″ s. š., 19°12′17″ v. d. | 980 m n. m. |
| 7,2 | Švošov - vlak    | 0853                                   | 49°7′22″ s. š., 19°11′40″ v. d. | 454 m n. m. |

| Km  | Místo            | Navazující a křižující trasy | Souřadnice                      | Nadm. výška  |
| --- | ---------------- | ---------------------------- | ------------------------------- | ------------ |
| 0,0 | Sedlo pod Ostrým | 8612, 5570                   | 49°8′20″ s. š., 19°12′17″ v. d. | 980 m n. m.  |
| 0,5 | Ostré            |                              | 49°8′11″ s. š., 19°12′36″ v. d. | 1067 m n. m. |